# Tìm em trong ký ức
Tìm em trong ký ức (tiếng Hàn: 그 남자의 기억법; Hanja: 그 男子의 記憶法; Romaja: Geu Namjaui Kieokbeop; tiếng Anh: Find Me in Your Memory) là một bộ phim truyền hình Hàn Quốc sản xuất năm 2020 với sự tham gia của Kim Dong-wook và Moon Ga-young. Bộ phim được phát sóng trên kênh MBC TV vào thứ tư và thứ năm hàng tuần lúc 20:55 (KST), bắt đầu từ ngày 18 tháng 3 đến 13 tháng 5 năm 2020.
Ở Việt Nam, phim được mua bản quyền và phát sóng lúc 13:10 hàng ngày trên kênh VTV1 từ ngày 29 tháng 5 đến 21 tháng 6 năm 2021.

## Tóm tắt
Bộ phim là câu chuyện tình yêu giữa Lee Jeong-hoon (Kim Dong-wook) và Yeo Ha-jin (Moon Ga-young). Lee Jeong-hoon là một biên tập viên trong chương trình tin tức hàng đầu tại Hàn Quốc, đẹp trai, nổi tiếng, được nhiều người mến mộ. Jeong-hoon mắc hội chứng trí nhớ siêu phàm (hyperthymesia), một hội chứng khiến anh ghi nhớ gần như tất cả mọi chi tiết, mọi khoảnh khắc trong cuộc đời.
Trong khi đó, Yeo Ha-jin là một nữ diễn viên xinh đẹp, nổi tiếng với 6 năm kinh nghiệm nhưng năng lực diễn xuất luôn gặp phải rất nhiều tranh cãi. Sau một biến cố, cô đã quên mất đi một phần ký ức quan trọng trong cuộc đời mình. Tuy nhiên, cũng vì không còn nhớ những ký ức ấy, cô có thể sống một cuộc đời vui vẻ, chẳng muộn phiền.
Hai con người với hai hoàn cảnh trái ngược được kết nối với nhau bởi một duyên phận đau thương trong quá khứ, bước tới bên nhau, cùng nhau san sẻ và chữa lành vết thương tưởng chừng như khó có thể lành được.

## Diễn viên

### Nhân vật chính
- Kim Dong-wook vai Lee Jeong-hoon[5] (36 tuổi)

Biên tập viên, dẫn chương trình của News Live - chương trình tin tức có tỷ lệ người xem đứng đầu Hàn Quốc. Anh mắc hội chứng trí nhớ siêu phàm (hyperthymesia) từ khi còn nhỏ, nó khiến anh ghi nhớ cụ thể và chi tiết tất cả mọi chuyện diễn ra trong cuộc sống. Ký ức về mối tình đầu Seo-yeon cùng với việc chứng kiến cô ra đi ngay trước mắt mình tám năm về trước luôn ám ảnh anh. Cuộc sống của anh dần thay đổi kể từ khi Ha-jin xuất hiện.
- Moon Ga-young vai Yeo Ha-jin[5] (30 tuổi)

Diễn viên, người mẫu nổi tiếng với hơn 8,6 triệu lượt người theo dõi trên SNS. Sở hữu ngoại hình xinh đẹp cùng với gu thời trang vô cùng thời thượng, thế nên bất kỳ trang phục hay phụ kiện nào gắn liền với cô cũng đều trở thành xu hướng. Tuy vậy, đối với bản thân Ha-jin, công chúng lại không có quá nhiều thiện cảm bởi cô thường xuyên vào vai những nhân vật phản diện. Khi bộ phim điện ảnh đầu tay của mình sắp được công chiếu, Ha-jin nhận lời làm khách mời tại News Live để phỏng vấn và tuyên truyền về bộ phim. Tại đây, Ha-jin gặp Jeong-hoon và cũng kể từ đó, cô dần dần bước vào cuộc sống của anh.

### Nhân vật phụ

#### Nhân vật xung quanh Jeong-hoon
- Cha Kwang-soo vai Lee Dong-young (65 tuổi), cha của Jeong-hoon. Ông là một thợ mộc.
- Gil Hae-yeon vai Seo Mi-hyun (61 tuổi), mẹ của Jeong-hoon. Bà là một nhà thơ.
- Lee Joo-bin vai Jung Seo-yeon (22 tuổi), một nữ diễn viên múa ba lê. Cô là bạn thân từ nhỏ của Ha-jin và cũng là mối tình đầu của Jeong-hoon. Sự ra đi của cô vào tám năm trước để lại cho hai người vết thương tưởng chừng như chẳng thể lành.[8]

#### Gia đình Tae-eun
- Yoon Jong-hoon vai Yoo Tae-eun, (36 tuổi), bác sĩ chuyên khoa Tâm thần kinh. Anh là bạn thân nhất của Jeong-hoon và cũng từng là bác sĩ điều trị cho Ha-jin.[9]
- Kim Chang-wan vai Yoo Seong-hyuk (64 tuổi), cha của Tae-eun và là một giáo sư đại học.
- Jang Yi-jung vai Yoo Ji-won (24 tuổi), em gái cùng cha khác mẹ của Tae-eun.
- Yoo Ji-soo vai Jin So-young (khoảng 50 tuổi), vợ hiện tại của Seong-hyuk và là mẹ kế của Tae-eun.

#### Nhân vật xung quanh Ha-jin
- Kim Seul-gi vai Yeo Ha-kyung (29 tuổi), là em gái đồng thời là quản lý của Ha-jin. Tình cảm của hai chị em rất tốt, tuy rằng hay chành chọe nhau nhưng vẫn luôn suy nghĩ cho nhau.[10]
- Lee Soo-mi vai Park Kyung-ae (gần 50 tuổi), CEO của công ty quản lý Ha-jin.
- Shin Joo-hyup vai Moon Cheol (27 tuổi), quản lý hành trình của Ha-jin.

#### Ban Thời sự thuộc đài HBN
- Jang Young-nam vai Choi Hee-sang (gần 50 tuổi), Trưởng ban Thời sự của đài HBN và là vợ của Cheol-woong.[11]
- Lee Jin-hyuk vai Jo Il-kwon (27 tuổi), phóng viên của ban Thời sự và là hậu bối thân thiết của Jeong-hoon.[12]
- Lee Seung-joon vai Kim Cheol-woong (khoảng 45 tuổi), đạo diễn chương trình News Live và là chồng của Hee-sang.[13]

#### Các nhân vật khác
- Ji Il-joo vai Ji Hyun-geun (khoảng 35 tuổi), đạo diễn phim điện ảnh có thực lực, có tình cảm với Ha-jin và đã chọn cô vào vai nữ chính trong bộ phim Mối tình đầu của tôi (My First Love).
- Jang In-sub vai Park Soo-chang (hơn 30 tuổi), một phóng viên mảng giải trí, làm việc tại Tomorrow Media.
- Park Ji-won vai Kim Hee-young (29 tuổi), y tá làm việc tại phòng khám sức khỏe tâm thần của Tae-eun.
- Joo Seok-tae vai Moon Sung-ho (khoảng 45 tuổi), nhân viên cửa hàng tiện lợi và là kẻ bám đuôi Seo-yeon.
- Han Da-mi vai trợ lý đạo diễn.[14]

### Khách mời xuất hiện đặc biệt
- Rowoon vai Joo Yeo-min (Tập 1)[15]

Nam idol có tin đồn hẹn hò với Ha-jin sau khi bị paparazzi chụp ảnh hai người đang ở trên xe của anh.
- Kim Seon-ho vai Seo Gwang-jin (Tập 1)[16]

Nam diễn viên có tin đồn hẹn hò với Ha-jin sau khi bị paparazzi chụp ảnh hai người tại bãi đỗ xe tòa nhà anh đang ở.
- Park Sung-geun vai Oh Taek-won (Tập 1)[17]

Chủ tịch của Trung tâm thương mại Hwarang. Trong cuộc phỏng vấn trên News Live, Jeong-hoon đã vạch trần việc ông ngược đãi và hành hạ thư ký của mình.
- Yura vai Yura (Tập 2 & 4)[17]

Nữ diễn viên nổi tiếng hàng đầu, thường xuyên chèn ép Ha-jin khi hai người làm việc cùng nhau.
- Hong Yoon-hwa vai Hong Yoon-hwa (Tập 4)[18]

Phóng viên của chương trình Section TV, cô có buổi phỏng vấn trên đường phố với Ha-jin về bộ phim điện ảnh sắp được công chiếu - Mối tình đầu của tôi.
- Kim Eana vai Kim Eana (Tập 5)

Host của chương trình radio Kim Eana's Night Letter, người phỏng vấn Ha-jin về bộ phim Mối tình đầu của tôi.
- Shin Dong-mi vai Biên kịch Hwang So Seon (Tập 11)[19]

Một biên kịch phim truyền hình nổi tiếng mà Ha-jin rất ngưỡng mộ, Ha-jin luôn muốn tham gia những bộ phim do cô viết kịch bản. Cô là một fan của Jeong-hoon.
- Kim Nam-hee vai Kim Nam-hee (Tập 11)[20]

Đạo diễn phim truyền hình, làm việc cùng Biên kịch Hwang. Anh cảm thấy Ha-jin không phù hợp với vai diễn và phản đối việc cô tham gia bộ phim.
- Yangpa vai Yangpa (Tập 18)[21]

Radio DJ trong chương trình mà Ha-jin là khách mời.
- Ok Ja-yeon vai Ms. Kang (Tập 30)

Người phụ nữ bị bắt vì tình nghi có liên quan đến cái chết của chồng mình là Shim Jae-chul. Cô bị vạch trần bởi Lee Jeong-hoon.
- Park Jin-woo vai Yang Jin-woo (Tập 31 & 32)

Đạo diễn phim điện ảnh. Ha-jin đảm nhận vai nữ chính trong bộ phim điện ảnh Tìm em trong ký ức (Find Me in Your Memory) mà anh là đạo diễn và đồng thời cũng là biên kịch.

## Sản xuất
Buổi đọc kịch bản đầu tiên được tổ chức vào ngày 12 tháng 2 năm 2020.

## Nhạc phim

### Phần 1
| Phát hành vào 26 tháng 3 năm 2020 | Phát hành vào 26 tháng 3 năm 2020            | Phát hành vào 26 tháng 3 năm 2020 | Phát hành vào 26 tháng 3 năm 2020 | Phát hành vào 26 tháng 3 năm 2020 | Phát hành vào 26 tháng 3 năm 2020 |
| STT                               | Nhan đề                                      | Phổ lời                           | Phổ nhạc                          | Nghệ sĩ                           | Thời lượng                        |
| --------------------------------- | -------------------------------------------- | --------------------------------- | --------------------------------- | --------------------------------- | --------------------------------- |
| 1.                                | "Here We Are" (나의 오늘이 너의 오늘을 만나) | Lee Chi-hoon                      | Park Sung-il                      | Jooyoung                          | 4:04                              |
| 2.                                | "Here We Are" (Inst.)                        |                                   | Park Sung-il                      |                                   | 4:04                              |
| Tổng thời lượng:                  | Tổng thời lượng:                             | Tổng thời lượng:                  | Tổng thời lượng:                  | Tổng thời lượng:                  | 8:08                              |

### Phần 2
| Phát hành vào 1 tháng 4 năm 2020 | Phát hành vào 1 tháng 4 năm 2020 | Phát hành vào 1 tháng 4 năm 2020 | Phát hành vào 1 tháng 4 năm 2020 | Phát hành vào 1 tháng 4 năm 2020 | Phát hành vào 1 tháng 4 năm 2020 |
| STT                              | Nhan đề                          | Phổ lời                          | Phổ nhạc                         | Nghệ sĩ                          | Thời lượng                       |
| -------------------------------- | -------------------------------- | -------------------------------- | -------------------------------- | -------------------------------- | -------------------------------- |
| 1.                               | "One Day" (하루)                 | Geumeumdal                       | Geumeumdal                       | Solji (EXID)                     | 4:05                             |
| 2.                               | "One Day" (Inst.)                |                                  | Geumeumdal                       |                                  | 4:05                             |
| Tổng thời lượng:                 | Tổng thời lượng:                 | Tổng thời lượng:                 | Tổng thời lượng:                 | Tổng thời lượng:                 | 8:10                             |

### Phần 3
| Phát hành vào 2 tháng 4 năm 2020 | Phát hành vào 2 tháng 4 năm 2020     | Phát hành vào 2 tháng 4 năm 2020 | Phát hành vào 2 tháng 4 năm 2020 | Phát hành vào 2 tháng 4 năm 2020 | Phát hành vào 2 tháng 4 năm 2020 |
| STT                              | Nhan đề                              | Phổ lời                          | Phổ nhạc                         | Nghệ sĩ                          | Thời lượng                       |
| -------------------------------- | ------------------------------------ | -------------------------------- | -------------------------------- | -------------------------------- | -------------------------------- |
| 1.                               | "A Memory In My Heart" (마음의 기록) | Seo Dong-seong Yangpa            | Park Sung-il                     | Yangpa                           | 3:47                             |
| 2.                               | "A Memory In My Heart" (Inst.)       |                                  | Park Sung-il                     |                                  | 3:47                             |
| Tổng thời lượng:                 | Tổng thời lượng:                     | Tổng thời lượng:                 | Tổng thời lượng:                 | Tổng thời lượng:                 | 7:34                             |

### Phần 4
| Phát hành vào 8 tháng 4 năm 2020 | Phát hành vào 8 tháng 4 năm 2020 | Phát hành vào 8 tháng 4 năm 2020 | Phát hành vào 8 tháng 4 năm 2020 | Phát hành vào 8 tháng 4 năm 2020 | Phát hành vào 8 tháng 4 năm 2020 |
| STT                              | Nhan đề                          | Phổ lời                          | Phổ nhạc                         | Nghệ sĩ                          | Thời lượng                       |
| -------------------------------- | -------------------------------- | -------------------------------- | -------------------------------- | -------------------------------- | -------------------------------- |
| 1.                               | "Two People" (두사람)            | Yoon Young-joon                  | Yoon Young-joon                  | Suran                            | 4:28                             |
| 2.                               | "Two People" (Inst.)             |                                  | Yoon Young-joon                  |                                  | 4:28                             |
| Tổng thời lượng:                 | Tổng thời lượng:                 | Tổng thời lượng:                 | Tổng thời lượng:                 | Tổng thời lượng:                 | 8:56                             |

### Phần 5
| Phát hành vào 23 tháng 4 năm 2020 | Phát hành vào 23 tháng 4 năm 2020                    | Phát hành vào 23 tháng 4 năm 2020 | Phát hành vào 23 tháng 4 năm 2020 | Phát hành vào 23 tháng 4 năm 2020 | Phát hành vào 23 tháng 4 năm 2020 |
| STT                               | Nhan đề                                              | Phổ lời                           | Phổ nhạc                          | Nghệ sĩ                           | Thời lượng                        |
| --------------------------------- | ---------------------------------------------------- | --------------------------------- | --------------------------------- | --------------------------------- | --------------------------------- |
| 1.                                | "While The Memories Are Asleep" (기억이 잠든 사이에) | Taibian                           | Taibian, Bark                     | Kang Seung-sik (Victon)           | 4:22                              |
| 2.                                | "While The Memories Are Asleep" (Inst.)              |                                   | Taibian, Bark                     |                                   | 4:22                              |
| Tổng thời lượng:                  | Tổng thời lượng:                                     | Tổng thời lượng:                  | Tổng thời lượng:                  | Tổng thời lượng:                  | 8:44                              |

## Tỷ lệ người xem
Trong bảng dưới đây, số màu xanh biểu thị cho tỷ lệ người xem thấp nhất và số màu đỏ biểu thị cho tỷ lệ người xem cao nhất.
| Tập | Ngày phát sóng      | Tỷ lệ người xem trung bình | Tỷ lệ người xem trung bình | Tỷ lệ người xem trung bình |
| Tập | Ngày phát sóng      | TNmS                       | AGB Nielsen                | AGB Nielsen                |
| Tập | Ngày phát sóng      | Toàn quốc                  | Toàn quốc                  | Seoul                      |
| --- | ------------------- | -------------------------- | -------------------------- | -------------------------- |
| 1   | 18 tháng 3 năm 2020 | 3.6%                       | 3.0%                       | -                          |
| 2   | 18 tháng 3 năm 2020 | 4.4%                       | 4.5%                       | -                          |
| 3   | 19 tháng 3 năm 2020 | 2.8%                       | 3.5%                       | -                          |
| 4   | 19 tháng 3 năm 2020 | 3.1%                       | 3.4%                       | -                          |
| 5   | 25 tháng 3 năm 2020 | 2.9%                       | 3.2%                       | -                          |
| 6   | 25 tháng 3 năm 2020 | 3.7%                       | 4.3%                       | -                          |
| 7   | 26 tháng 3 năm 2020 | 2.9%                       | 3.3%                       | -                          |
| 8   | 26 tháng 3 năm 2020 | 3.2%                       | 3.5%                       | -                          |
| 9   | 1 tháng 4 năm 2020  | -                          | 3.4%                       | -                          |
| 10  | 1 tháng 4 năm 2020  | -                          | 4.5%                       | -                          |
| 11  | 2 tháng 4 năm 2020  | -                          | 3.2%                       | -                          |
| 12  | 2 tháng 4 năm 2020  | -                          | 4.0%                       | -                          |
| 13  | 8 tháng 4 năm 2020  | -                          | 4.0%                       | -                          |
| 14  | 8 tháng 4 năm 2020  | -                          | 5.4%                       | -                          |
| 15  | 9 tháng 4 năm 2020  | -                          | 3.3%                       | -                          |
| 16  | 9 tháng 4 năm 2020  | -                          | 3.9%                       | -                          |
| 17  | 16 tháng 4 năm 2020 | -                          | 3.1%                       | -                          |
| 18  | 16 tháng 4 năm 2020 | -                          | 3.2%                       | -                          |
| 19  | 22 tháng 4 năm 2020 | -                          | 3.6%                       | -                          |
| 20  | 22 tháng 4 năm 2020 | -                          | 4.8%                       | -                          |
| 21  | 23 tháng 4 năm 2020 | -                          | 2.6%                       | -                          |
| 22  | 23 tháng 4 năm 2020 | -                          | 3.0%                       | -                          |
| 23  | 29 tháng 4 năm 2020 | -                          | 2.9%                       | -                          |
| 24  | 29 tháng 4 năm 2020 | -                          | 3.9%                       | -                          |
| 25  | 30 tháng 4 năm 2020 | -                          | 2.3%                       | -                          |
| 26  | 30 tháng 4 năm 2020 | -                          | 3.1%                       | -                          |
| 27  | 6 tháng 5 năm 2020  | -                          | 3.4%                       | -                          |
| 28  | 6 tháng 5 năm 2020  | -                          | 4.1%                       | -                          |
| 29  | 7 tháng 5 năm 2020  | -                          | 2.6%                       | -                          |
| 30  | 7 tháng 5 năm 2020  | -                          | 2.8%                       | -                          |
| 31  | 13 tháng 5 năm 2020 | -                          | 2.5%                       | -                          |
| 32  | 13 tháng 5 năm 2020 | -                          | 3.5%                       | -                          |

- Thông báo được đưa ra vào ngày 13 tháng 4, do bầu cử Quốc hội Hàn Quốc 2020 nên tập phim phát sóng vào ngày 15 tháng 4 sẽ được dời lịch sang ngày 16 tháng 4, tập phim phát sóng vào ngày 16 tháng 4 sẽ được dời lịch sang ngày 22 tháng 4.[24]

## Giải thưởng và đề cử
| Năm  | Giải thưởng                           | Hạng mục                                                            | Đề cử                         | Kết quả   |
| ---- | ------------------------------------- | ------------------------------------------------------------------- | ----------------------------- | --------- |
| 2020 | Giải thưởng phim truyền hình MBC 2020 | Phim truyền hình của năm                                            | Find Me in Your Memory        | Đề cử     |
| 2020 | Giải thưởng phim truyền hình MBC 2020 | Nam diễn viên chính xuất sắc nhất phim truyền hình thứ Tư - thứ Năm | Kim Dong-wook                 | Đề cử     |
| 2020 | Giải thưởng phim truyền hình MBC 2020 | Nữ diễn viên chính xuất sắc nhất phim truyền hình thứ Tư - thứ Năm  | Moon Ga-young                 | Đề cử     |
| 2020 | Giải thưởng phim truyền hình MBC 2020 | Nam diễn viên xuất sắc phim truyền hình thứ Tư - thứ Năm            | Yoon Jong-hoon                | Đề cử     |
| 2020 | Giải thưởng phim truyền hình MBC 2020 | Nữ diễn viên xuất sắc phim truyền hình thứ Tư - thứ Năm             | Kim Seul-gi                   | Đoạt giải |
| 2020 | Giải thưởng phim truyền hình MBC 2020 | Nam diễn viên phụ xuất sắc nhất                                     | Joo Seok-tae                  | Đề cử     |
| 2020 | Giải thưởng phim truyền hình MBC 2020 | Nữ diễn viên phụ xuất sắc nhất                                      | Jang Young-nam                | Đề cử     |
| 2020 | Giải thưởng phim truyền hình MBC 2020 | Nam diễn viên mới xuất sắc nhất                                     | Lee Jin-hyuk                  | Đề cử     |
| 2020 | Giải thưởng phim truyền hình MBC 2020 | Nữ diễn viên mới xuất sắc nhất                                      | Lee Joo-bin                   | Đề cử     |
| 2020 | Giải thưởng phim truyền hình MBC 2020 | Cặp đôi đẹp nhất                                                    | Kim Dong-wook & Moon Ga-young | Đoạt giải |